# پرسپکتا (ژورنال)
پرسپکتا: ژورنال معماری دانشگاه ییل یک ژورنال دانشگاهی با داوری همتا است که از سال ۱۹۵۲ توسط مدرسه معماری ییل منتشر و توسط انتشارات ام‌آی‌تی توزیع می‌شود. سردبیر هر شماره به شکل رقابتی از میان دانشجویان دوره‌های تحصیلات تکمیلی دانشگاه انتخاب می‌شود. پرسپکتا قدیمی‌ترین ژورنال معماری در نوع خودش در ایالات متحده و به عنوان یکی از ژورنال‌های ردهٔ A* در فهرست ژورنال‌های ERA رتبه‌بندی شده‌است. نویسندگان ژورنال شامل برخی از مهمترین چهره‌های معماری معاصر در سراسر جهان هستند.

## برای مطالعهٔ بیشتر
- رابرت ای.ام. استرن، پگی دیمر، آلن پلتس، بازخوانی پرسپکتا: ۵۰ سال نخست نشریه معماری دانشگاه ییل، ۲۰۰۵ شابک ‎۰-۲۶۲-۱۹۵۰۶-۲.